# Строберрі (Арканзас)
Строберрі (англ. Strawberry) — місто (англ. town) в США, в окрузі Лоуренс штату Арканзас. Населення — 268 осіб (2020).

## Географія
Строберрі розташоване за координатами 35°58′0″ пн. ш. 91°19′12″ зх. д. / 35.96667° пн. ш. 91.32000° зх. д. (35.966615, -91.320091).  За даними Бюро перепису населення США в 2010 році місто мало площу 5,88 км², уся площа — суходіл.

## Демографія
Згідно з переписом 2010 року, у місті мешкали 302 особи в 133 домогосподарствах у складі 81 родини. Густота населення становила 51 особа/км².  Було 153 помешкання (26/км²). 
Расовий склад населення:
| - 96,4 % — білих - 0,7 % — азіатів |

До двох чи більше рас належало 2,3 %. Іспаномовні складали 0,7 % від усіх жителів.
За віковим діапазоном населення розподілялося таким чином: 24,5 % — особи молодші 18 років, 53,6 % — особи у віці 18—64 років, 21,9 % — особи у віці 65 років та старші. Медіана віку мешканця становила 43,4 року. На 100 осіб жіночої статі у місті припадало 94,8 чоловіків;  на 100 жінок у віці від 18 років та старших — 90,0 чоловіків також старших 18 років.
Середній дохід на одне домашнє господарство  становив 51 385 доларів США (медіана — 39 844), а середній дохід на одну сім'ю — 61 805 доларів (медіана — 51 250). Медіана доходів становила 38 571 долар для чоловіків та 35 893 долари для жінок. За межею бідності перебувало 20,4 % осіб, у тому числі 26,4 % дітей у віці до 18 років та 14,7 % осіб у віці 65 років та старших.
Цивільне працевлаштоване населення становило 152 особи. Основні галузі зайнятості: освіта, охорона здоров'я та соціальна допомога — 23,0 %, виробництво — 16,4 %, роздрібна торгівля — 13,2 %, будівництво — 12,5 %.